# Mångtjärnarna (Ljusdals socken, Hälsingland, 687058-151401)
Mångtjärnarna är en sjö i Ljusdals kommun i Hälsingland och ingår i Ljusnans huvudavrinningsområde.